# Bällefors kyrka
Bällefors kyrka är en kyrkobyggnad som sedan 2002 tillhör Fägre församling (tidigare Bällefors församling) i Skara stift. Den ligger i kyrkbyn Bällefors i Töreboda kommun.

## Kyrkobyggnaden
Första kyrkan på platsen kan ha varit en medeltida träkyrka.
Nuvarande stenkyrka uppfördes på 1200-talet. År 1666 byggdes kyrkan ut åt öster och nuvarande tresidiga kor tillkom. En sakristia norr om koret tillkom 1708. 1766 förlängdes kyrkan åt väster och nuvarande gaveltorn av trä tillkom. 1825 påstås kyrkans långhus ha breddats åt norr.

## Inventarier

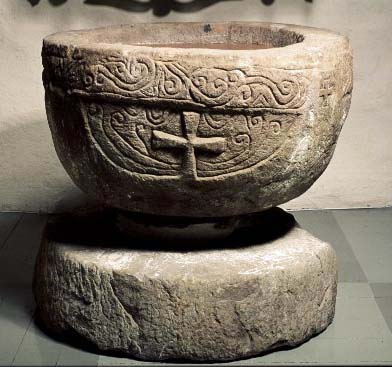
Fyrsidig dopfunt av sandsten daterad till mitten av 1100-talet. Tillskrives den s.k. Roglinusgruppen.

- Fyrsidig dopfunt av sandsten daterad till mitten av 1100-talet. Tillskrives den s.k. Roglinusgruppen.[1]Dopfunten är från mitten av 1100-talet.
- Altaruppsatsen är skänkt till kyrkan 1629.
- Altartavlan är målad 1910 och en kopia av en altartavla i Hörups kyrka i Skåne. Motivet är "Kristus tröstaren".
- Predikstolen är tillverkad 1702 av Erik Sparres bildhuggare. En vitmålad predikstol från 1800-talet förvaras i tornet.
- Nattvardskärl med paten är ett polskt arbete från 1526.

### Klockor
Storklockan är av senmedeltida typ. Den saknar inskrifter.

## Orgel
Orgeln, placerad på läktaren i väster, har tolv stämmor fördelade på två manualer och pedal. Den är tillverkad 1964 av Smedmans Orgelbyggeri. Tillhörande ljudande fasad är från 1881.
| Huvudverk (I) (C-g3) | Bröstverk (II) (C-g3) | Pedal (C-f1) | Koppel |
| -------------------- | --------------------- | ------------ | ------ |
| Rörflöjt 8'          | Ged.-Pommer 8'        | Subbas 16'   | II/I   |
| Principal 4'         | Rörflöjt 4'           | Oktava 4'    | II/P   |
| Waldflöjt 2'         | Principal 2'          |              | I/P    |
| Terzian 2 chor       | Nasat 1 1/3'          |              |        |
| Mixtur 4 chor        | Oktava 1'             |              |        |
|                      | Crescendosvällare     |              |        |